# Meteoromyrtus
Meteoromyrtus là một chi thực vật thuộc họ Myrtaceae.
Bao gồm các loài:
- Meteoromyrtus wynaadensis, (Beddome) Gamble

## Hình ảnh

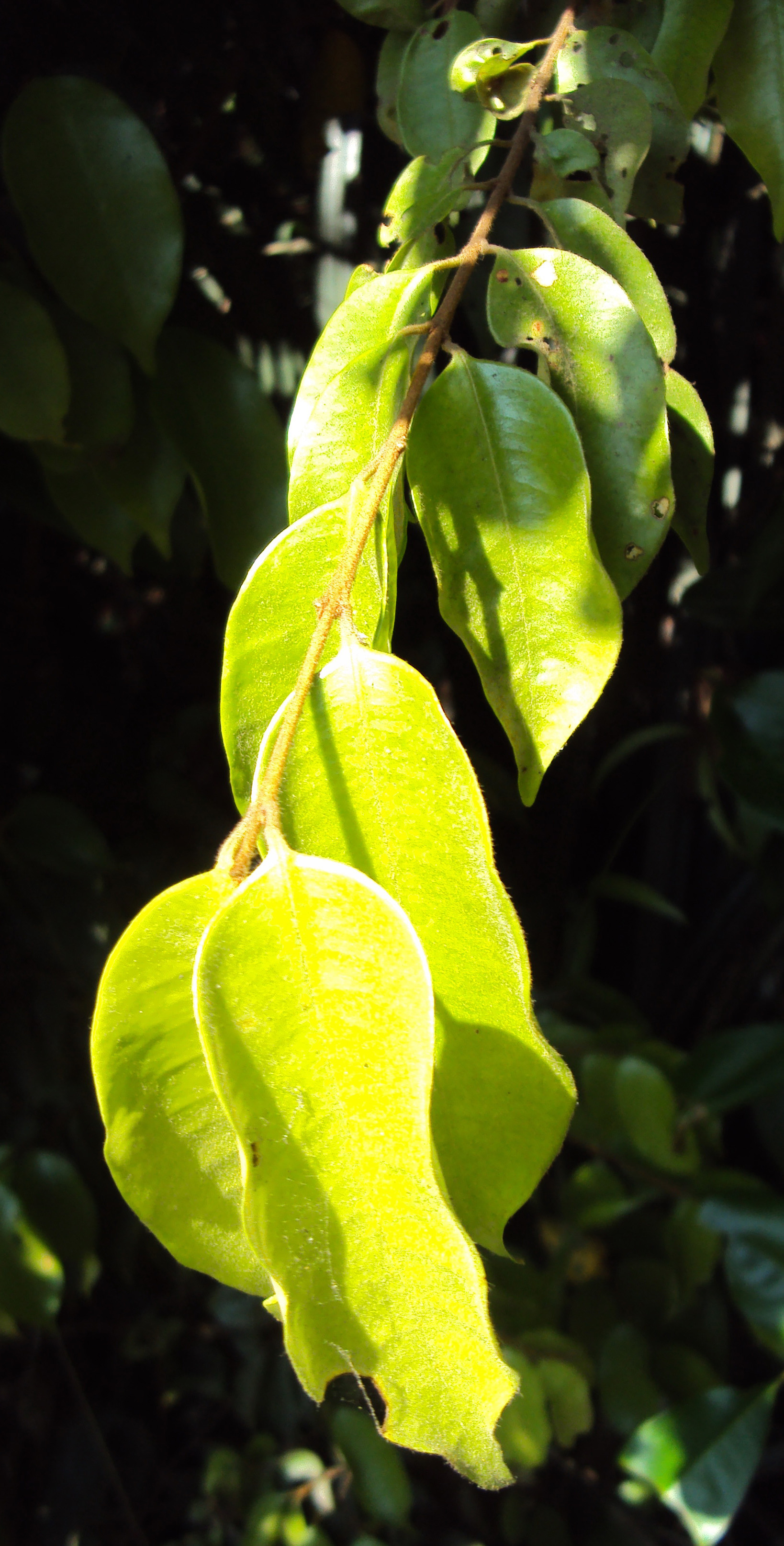
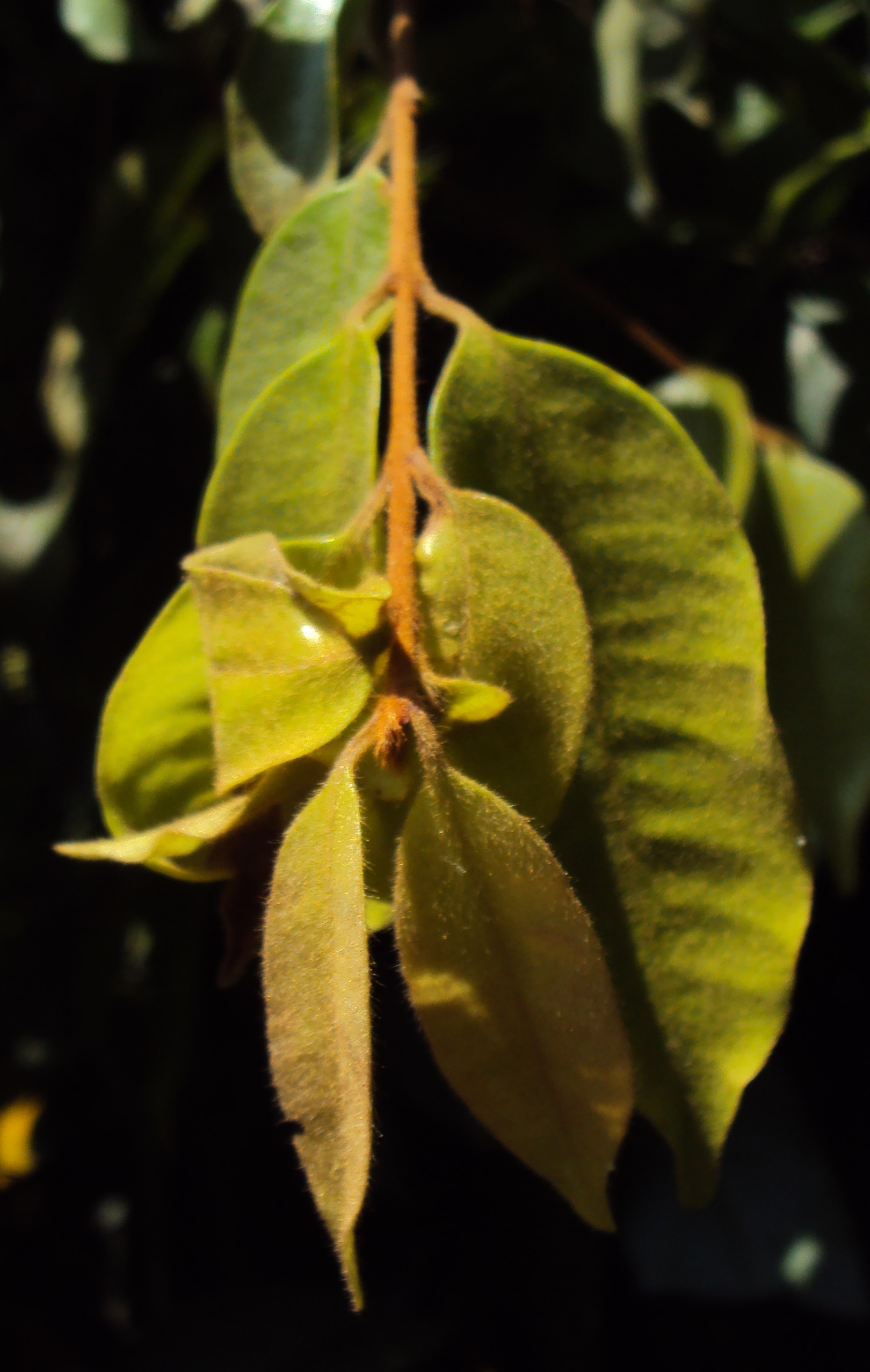
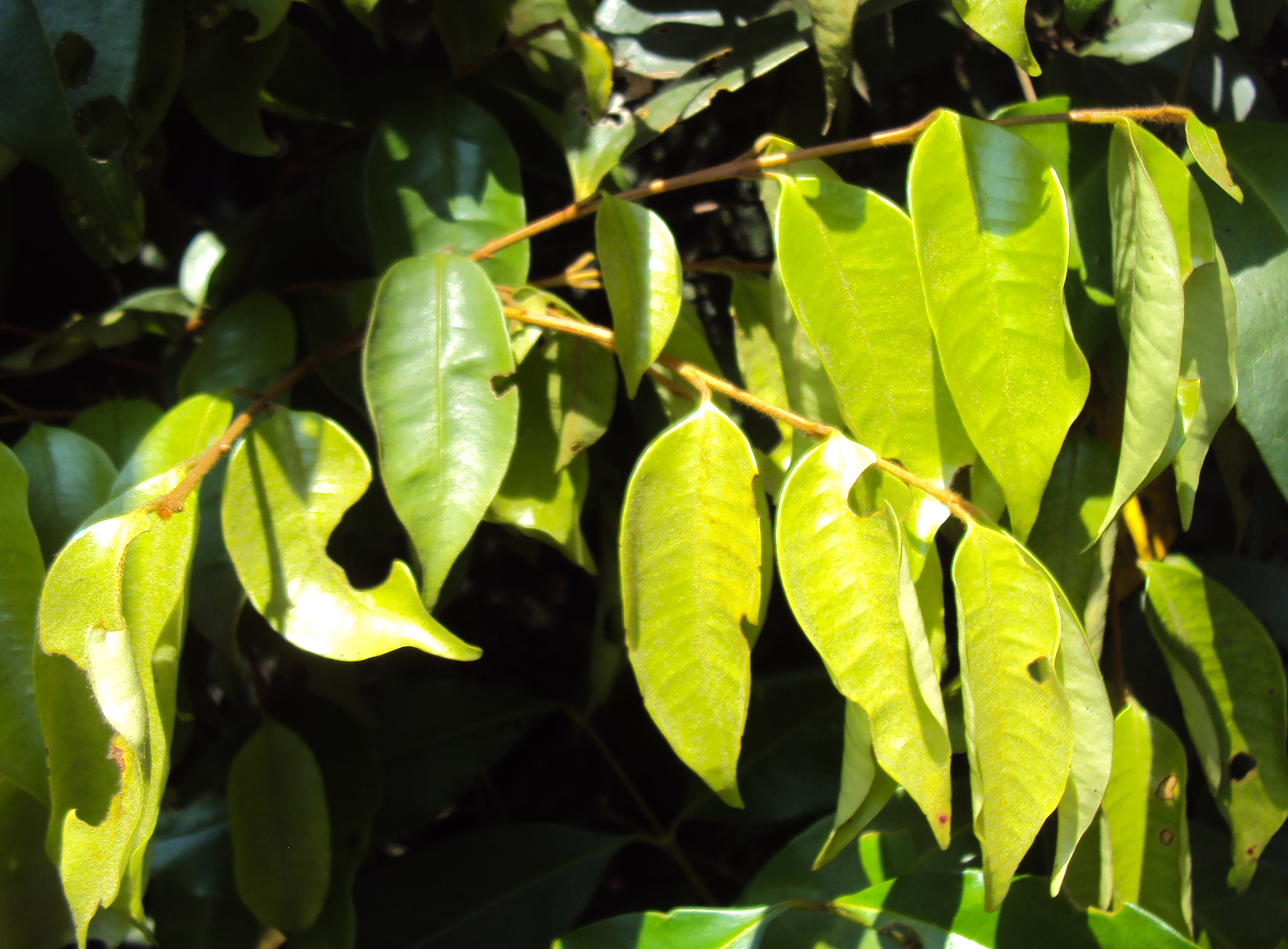
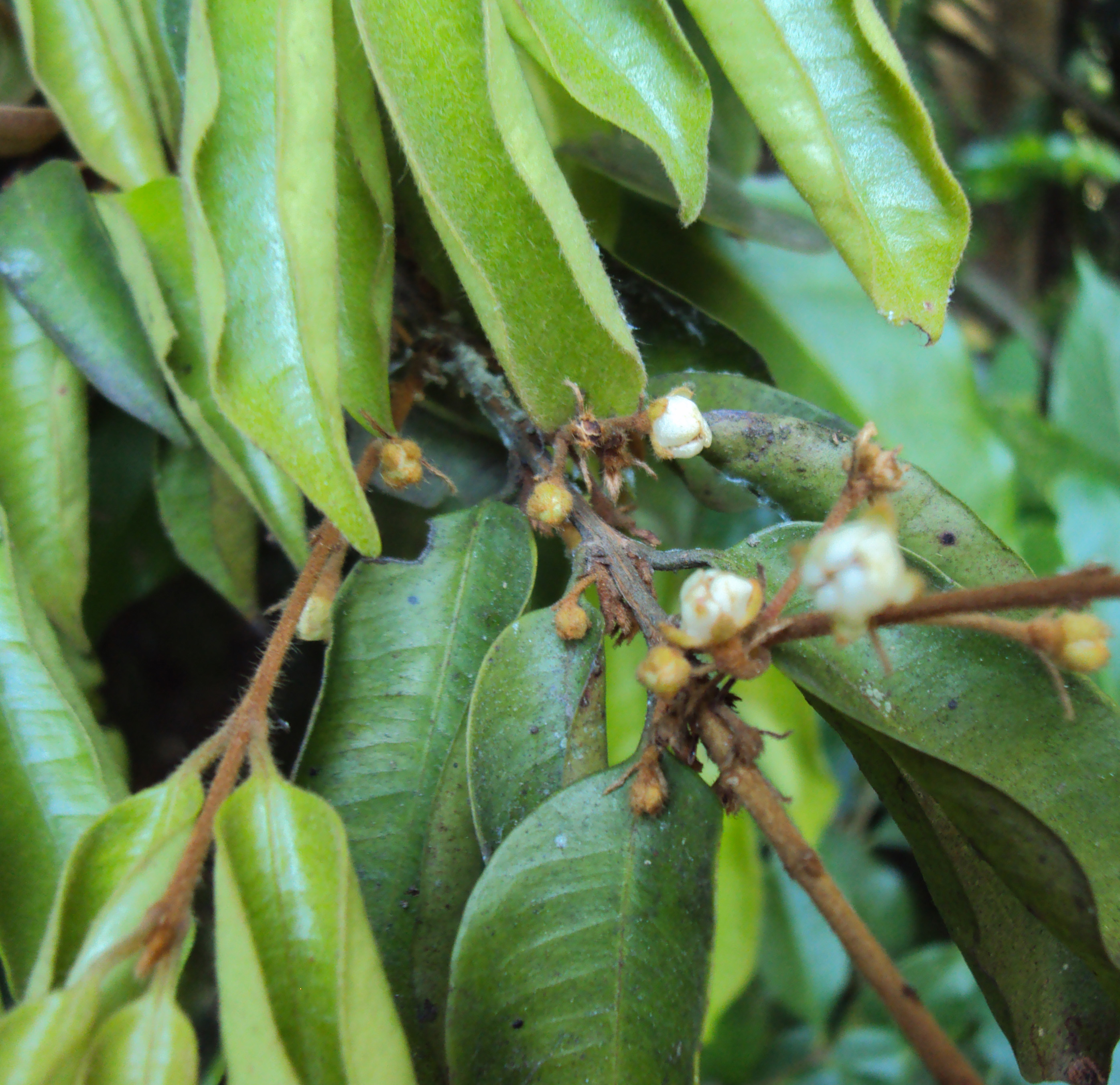